# Gaby Glückselig
Gaby Glückselig (* 27. April 1914 in Wiesbaden als Gaby Netter; † 22. April 2015 in New York) war eine deutschamerikanische Goldschmiedin, die vor dem Nationalsozialismus nach New York floh. Nach dem Ende ihrer beruflichen Tätigkeit war sie ehrenamtliche Mitarbeiterin des New Yorker Leo Baeck Instituts und Gastgeberin des Oskar-Maria-Graf-Stammtischs.

## Biografie
Gaby Netter stammte aus der jüdischen Juwelierfamilie Netter. Sie wollte Kunstgeschichte studieren, wurde in der Zeit des Nationalsozialismus jedoch nicht zum Studium zugelassen. Daher machte sie nach dem Abitur 1933 eine Ausbildung zur Goldschmiedin.
1938 wurde das Geschäft der Eltern in Wiesbaden „arisiert“. Gaby Netter floh nach New York, wohin ihre Eltern und Schwester zwei Jahre später folgten. Mehrere nahe Verwandte, darunter ihre Großmutter, wurden von den Nationalsozialisten ermordet.
In New York arbeitete Gaby Netter als Schmuckzeichnerin. 1942 heiratete sie den aus Wien stammenden Lyriker und Kunsthändler Friedrich Glückselig (bekannt als Friedrich Bergammer), der 1981 starb. Nach ihrer Pensionierung arbeitete sie ehrenamtlich im New Yorker Leo Baeck Institut, einer unabhängigen Forschungs- und Dokumentationseinrichtung für die Geschichte und Kultur des deutschsprachigen Judentums.
Ende der 1980er Jahre wurde Gaby Glückselig Gastgeberin des „Stammtischs der Emigranten“, der 1943 von Oskar Maria Graf gegründet worden war, als Treffpunkt für Deutsche und Österreicher, die vor den Nationalsozialisten geflohen waren. Bis zu ihrem Tod 2015 kurz vor ihrem 101. Geburtstag empfing Gaby Glückselig jeden Mittwochabend deutschsprachige Emigranten in ihrer New Yorker Wohnung.
Zu ihrem 90. Geburtstag erhielt Gaby Glückselig die goldene Bürgermedaille der Stadt Wiesbaden.
2007 entstand der Film „That’s inside me – Gaby Netter Glückselig – Wiesbaden und New York“ über das Leben von Gaby Glückselig.